# La via della seta (programma televisivo)
La via della seta (La route de la soie et autres merveilles) è un programma televisivo documentaristico francese, trasmesso sul canale arte dal 10 gennaio al 18 aprile 2017. Diretto da Xavier Lefebvre, il programma è presentato dal giornalista francese Alfred de Montesquiou che segue le orme di Marco Polo sulla via della seta, da Venezia fino a Xi'an, in Cina.

## Puntate
| Edizione       | Episodi | Prima TV Francia | Prima TV Italia |
| -------------- | ------- | ---------------- | --------------- |
| Prima edizione | 15      | 2017             | 2017            |

Venezia, porta aperta
Alfred de Montesquiou parte da Venezia, per esplorare le influenze orientali che hanno influito sull'arte, il commercio e la cultura della città, facilmente riscontrabili nell'artigianato locale.
Bosforo, sospeso tra due mondi
Partendo da Edirne, porta ideale tra l'Occidente e l'Oriente, Alfred segue le tracce dei grandi personaggi della cultura turca.
Anatolia, le carovane dell'Asia minore
In Anatolia, Alfred visita il caravanserraglio di Aksaray, luogo fondamentale per i mercanti della Via della Seta. In seguito, i Camini delle fate in Cappadocia, dove scopre informazioni importanti sulla cultura turca antica.
Tabriz, la città dei mercanti
A Tabriz, nell'Iran settentrionale, Alfred visita il bazar, snodo cruciale per i mercanti medievali diretti in oriente. Incontra anche degli esponenti dell'antica comunità armena, ormai una minoranza nel paese. In seguito visita le rovine del caravansserraglio di Jamal Abad e la città di Soltaniyeh.